# Дневник сновидений
Дневник сновидений или журнал сновидений — это дневник, в котором записываются сновидения, что может включать записи ночных снов, личных размышлений и переживаний во сне и наяву. Такие дневники используют при изучении сновидений и в психологии, эффективны как способ вызвать осознанные сновидения, считаются полезным катализатором запоминания снов.
Ведение дневника сновидений заставляет человека относиться к запоминанию снов как к важному делу. Сны можно записывать в бумажный дневник (в виде текста, рисунков, картин и т. д.) или с помощью аудиозаписывающего устройства (в виде повествования, музыки или имитации других слуховых переживаний из сна). Многие веб-сайты предлагают возможность создать цифровой дневник снов.

## Цели
Использование дневника сновидений было рекомендовано Энн Фарадей в «Игре снов» в качестве вспомогательного средства для запоминания и способа сохранить детали, многие из которых в противном случае быстро забываются, независимо от того, насколько запоминающимся изначально казался сон.

### Осознанные сновидения
Дневники сновидений часто ведут люди, стремящиеся вызвать и запомнить осознанные сны, практики осознанных снов рекомендуют ведение таких дневников. Запись снов увеличивает то, что называется возвратом сновидений, или способность запоминать и вспоминать сны. Записывая сны, сновидец часто ищет признаки сновидения или повторяющиеся темы, которые были обнаружены между сновидениями. Воспоминание сновидений может меняться изо дня в день, но ведение дневника имеет тенденцию регулировать память о сновидениях наяву. Важно записывать сны в дневник сразу после пробуждения, поскольку люди очень быстро забывают детали своих снов. Запись даты следующего дня в дневник сновидений подтверждает сознательную мысль о том, чтобы вспомнить сны, которая передаёт намерение в подсознание. Подсознание тогда отвечает, выполняя это желание. Это умственное действие заставляет сознательный и подсознательный разум работать вместе для достижения общей цели — запоминания сна.
Американский психиатр и исследователь сновидений Аллан Хобсон утверждает, что обучиться осознанным сновидениям с использованием специальных техник может каждый человек. Тем, кто уже видит осознанные сновидения, следует вести дневник снов, а перед засыпанием мысленно напоминать себе, что в середине сновидения эти люди догадаются, что находятся во сне.

### Специальные виды использования
Последователи религиозного движения Эканкара часто ведут дневники сновидений, так как они рассматривают сны как важные обучающие инструменты и как ворота в «Путешествие души» или переход сознания ко всё более высоким состояниям бытия.
Ведения дневника снов применяется как способ (само)контроля за нарушениями сна и для сбора клинической картины врачами и исследователями медиками.

## Ложные пробуждения
Привычка пробуждаться для записи сна в дневнике иногда приводит к ложному пробуждению, когда сновидец записывает предыдущий сон ещё во сне. Некоторые составители дневников сновидений сообщают, что один или два раза записывали один и тот же сон во сне, прежде чем проснуться, и записывали его в физический дневник сновидений.

## Известные дневники сновидений
- Владимир Набоков "Я/сновидения Набокова" (2021, Издательство Ивана Лимбаха, переводчики Геннадий и Алла Барабтарло)